# Dāymāb
Dāymāb (persiska: دایماب, دايماو, Dāymāv, دَئِم اَب) är en ort i Iran.   Den ligger i provinsen Västazarbaijan, i den nordvästra delen av landet, 500 km väster om huvudstaden Teheran. Dāymāb ligger 1 440 meter över havet och antalet invånare är 457.
Terrängen runt Dāymāb är huvudsakligen kuperad. Dāymāb ligger nere i en dal. Runt Dāymāb är det ganska tätbefolkat, med 60 invånare per kvadratkilometer. Närmaste större samhälle är Mahabad, 16,3 km sydost om Dāymāb. Trakten runt Dāymāb består i huvudsak av gräsmarker.